# Dwain Weston
Dwain Weston (* 31. Januar 1973 in Australien; † 5. Oktober 2003 an der Royal Gorge Bridge, Colorado) war ein australischer Fallschirmspringer und Base-Jumper.

## Bedeutung für den Sport
Er hatte über 1200 Base-Sprünge in zehn Ländern und galt als einer der besten und erfahrensten Base-Jumper der Welt. 2002 errang er darin den Weltmeistertitel. Gleichzeitig war er Präsident des australischen Base-Verbands. Er gehörte zu den ersten Springern, die akrobatische Elemente mit in die Sprünge eingebracht haben, und war Pionier in verschiedenen Sprungtechniken.

## Tod

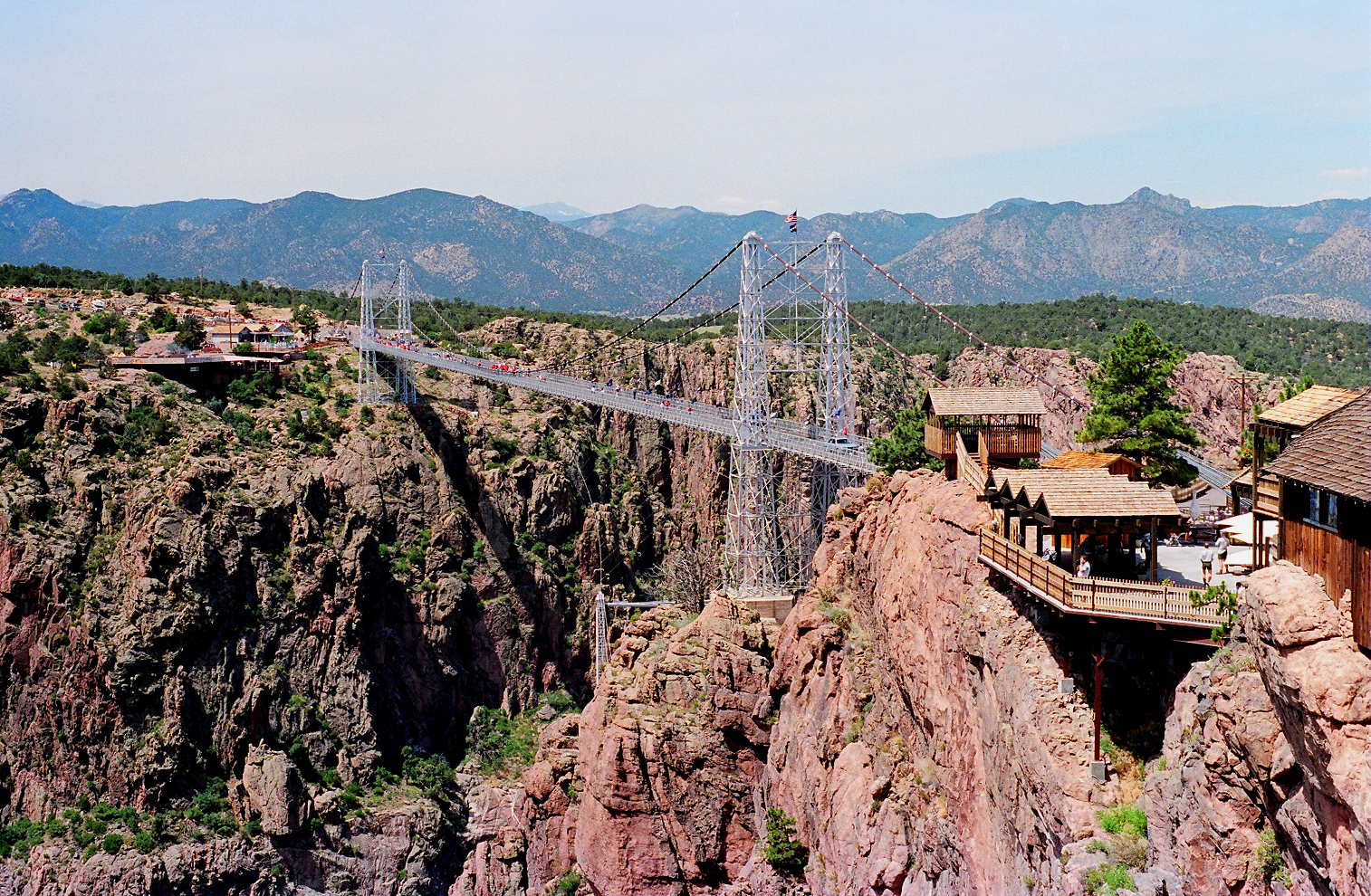
Der Unfallort: Die Royal Gorge Bridge

Nachdem Weston am „Go Fast“-Wettbewerb an der Royal Gorge Bridge teilgenommen hatte, sprang er zusammen mit Jeb Corliss aus einem Flugzeug in der Nähe der Brücke. Das Vorhaben war, dass Corliss unter der Brücke hindurchfliegen sollte und Weston darüber hinweg. Hierzu trugen beide Wingsuits, welche es dem Springer erlauben, im Luftstrom zu gleiten und die Flugbahn zu steuern. Weston schätzte die Distanz jedoch falsch ein, oder Winde beeinflussten seine Bahn, und er prallte mit geschätzten 190 km/h gegen das hintere Brückengeländer. Sein Fallschirm öffnete sich zwar und er landete auf einem Felsen im Tal unter der Brücke, Weston war jedoch durch den Aufprall am Geländer sofort tot.

## Preise (Auswahl)
- Weltmeister 2002 im Base-Jumping[4]
- 6. Januar 2003 Sieger des Malaysia’ s Xtreme Skydive – World Base Cup 2003 Championship in Kuala Lumpur[2]